# Parthenicus rufiguttattus
Parthenicus rufiguttattus är en insektsart som beskrevs av Knight 1968. Parthenicus rufiguttattus ingår i släktet Parthenicus och familjen ängsskinnbaggar. Inga underarter finns listade i Catalogue of Life.